# 森元治郎
森 元治郎（もり もとじろう、1907年2月24日 - 1999年5月14日）は、日本の政治家。参議院議員（3期、日本社会党）。

## 経歴
茨城県水戸市出身。1930年青山学院英文科卒。卒業後は新聞連合社（のち同盟通信社）に入り、欧州特派員、政治部次長などを務める。戦後、同盟通信社は共同通信社となり、論説委員となる。1947年片山内閣が成立すると内閣総理大臣秘書官となる。1956年の第4回参議院議員通常選挙において茨城地方区から日本社会党公認で立候補して初当選。連続3期務める。国会内では参議院懲罰、決算各委員長を歴任し、党内では茨城県委員長、党外交部長などを務めた。1974年の第10回参議院議員通常選挙に出馬せず引退。1977年春の叙勲で勲二等旭日重光章受章。国際協力事業団顧問も務めた。
1999年5月14日、肺炎のため東京都中央区の聖路加国際病院で死去、92歳。死没日をもって正四位に叙される。